# Serain
Serain è un comune francese di 378 abitanti situato nel dipartimento dell'Aisne della regione dell'Alta Francia.

## Storia

### La prima guerra mondiale
Dopo la battaglia delle Frontiere dal 7 al 24 agosto 1914, di fronte alle perdite subite, lo Stato Maggiore francese decise di ritirarsi dal Belgio. Il 28 agosto 1914, i tedeschi occuparono il villaggio e proseguirono la loro avanzata verso ovest. Da allora ebbe inizio l'occupazione tedesca che durò fino all'ottobre 1918. Durante tutto questo periodo Serain rimase lontana dal fronte, che si trovava a una quarantina di chilometri a ovest verso Péronne, poi lungo la linea Hindenburg a partire da marzo 1917. Il villaggio funse da retroguardia per l'esercito tedesco.
Decreti del Comando tedesco obbligavano la popolazione, a date fisse, sotto la responsabilità del sindaco e del consiglio comunale e sotto pena di sanzioni, a fornire grano, uova, latte, carne e verdure, destinati a nutrire i soldati tedeschi al fronte. Tutte le persone valide dovevano effettuare lavori agricoli o di manutenzione.
 
Nel settembre 1918, l'offensiva degli Alleati sulla linea Hindenburg portò i suoi frutti: i Tedeschi cedettero terreno poco a poco. Dopo la sanguinosa battaglia di Montbrehain, combattuta dall'esercito australiano, furono i Britannici e gli Statunitensi che continuarono la lotta contro i tedeschi. Serain fu liberata l'8 ottobre 1918, dopo duri combattimenti sostenuti dalla 66ª divisione britannica. I corpi di 110 soldati riposano nel cimitero militare situato sulla via per Cambrai. Serain subì alcuni danni, ma molto meno dei villaggi vicini di Brancourt-le-Grand e Montbrehain.

Poco a poco, gli abitanti evacuati rientrarono, ma la popolazione dei 925 del 1911 non superò i 722 del 1921.
Viste le sofferenze patite dalla popolazione durante i quattro anni di occupazione tedesca e i danni agli edifici, il comune si è visto assegnare la Croce di Guerra francese 1914-1918 il 19 aprile 1921.
Sul monumento ai caduti sono scritti i nomi dei 31 soldati, cittadini di Serain morti per la Francia nel corso di questa guerra, come anche quelli dei 9 civili.

## Società

### Evoluzione demografica
Abitanti censiti